# Ange Pitou (roman)
Pour le personnage historique, voir Louis Ange Pitou.
Ange Pitou est un roman d’Alexandre Dumas, paru en 1850.

## Historique
Écrit en collaboration avec Auguste Maquet et paru sous forme de feuilleton dans La Presse en 1850 et 1851, ce roman est la troisième partie d'une série intitulée Mémoires d'un médecin, dont la première partie est intitulée Joseph Balsamo et qui se poursuit avec Le Collier de la reine, Ange Pitou et La Comtesse de Charny.
Le roman se situe à l'époque de la Révolution française, le récit commençant « un jeudi de juillet 1789 », quelques jours avant la prise de la Bastille.

## Résumé
Jeune orphelin, aussi brave que joyeux, Ange Pitou a été recueilli et élevé par sa tante Angélique. Après de médiocres études dans un collège religieux, il est hébergé par Billot, un fermier de Villers-Cotterêts, qui emmène un jour le jeune homme à Paris. Ils arrivent dans la capitale le 13 juillet 1789 dans une ville secouée par les événements violents de la Révolution. Ils apprennent par Sébastien, le fils du docteur Gilbert, que ce dernier est emprisonné à la Bastille. Le docteur, un ami de Billot, revient tout juste d'Amérique où il a mis ses talents de médecin et de philosophe au service de la Révolution américaine. Considéré subversif et dangereux par le pouvoir en place, il a été écroué sans autre forme de procès. Billot, flanqué d'Ange Pitou et aidé du peuple de Paris, met toute son ingéniosité à échafauder un plan pour attaquer la Bastille et libérer le docteur. Billot et Ange Pitou combattent avec courage, côte à côte, lors de la prise de la Bastille. 
Peu après, ils retournent sur leurs terres où Ange retrouve Catherine, la fille de Billot, dont il tombe amoureux. Or, cette dernière lui préfère Isidore de Charny, un jeune et bel aristocrate. Amer et blessé par ce rejet, Ange cherche à oublier Catherine et prend la tête d'un mouvement insurrectionnel et crée une garde nationale dans son village, à l'instar de ce qu'il a vu faire à Paris. Pendant ce temps, à Versailles, des extrémistes parisiens attaquent le château pour s'en prendre à la famille royale qui doit sa vie sauve au dévouement du docteur Gilbert, du fermier Billot, de Lafayette et de Georges de Charny.  Grâce à sa témérité, Ange Pitou se couvre de gloire et reçoit de nombreux honneurs militaires qui pansent les plaies encore vives de sa déception amoureuse. Quand le comte Olivier de Charny rappelle auprès de lui Isidore, son autre frère, Ange retourne à Villers-Cotterêts et découvre Catherine inanimée sur le chemin.